# Lý Thanh Chiếu
Lý Thanh Chiếu (chữ Hán: 李清照, 13 tháng 3, 1084 - 12 tháng 5, 1155), hiệu Dị An cư sĩ (易安居士), là nữ tác gia chuyên sáng tác từ nổi tiếng thời nhà Tống, cùng Tân Khí Tật xưng gọi 「Tế Nam nhị An; 濟南二安」.
Với lối dùng hoa mỹ, bà đứng đầu trường phái "Uyển ước từ" (婉约词) biểu thị sự hoa lệ và giàu sự gợi hình trong khi sáng tác. Danh tiếng của bà được đánh giá cao nhất trong các nữ thi nhân của Trung Quốc, xưng tụng là Thiên cổ đệ nhất tài nữ (千古第一才女).
Theo đánh giá của nhà văn Lâm Ngữ Đường, thì Lý Thanh Chiếu là "Nữ thi nhân bậc nhất Trung Hoa".

## Cuộc đời

### Hôn nhân
Lý Thanh Chiếu sinh ngày 5 tháng 2 (âm lịch) năm 1084 (tức niên hiệu Nguyên Phong thứ 7) thời Tống Thần Tông, nguyên quán Tế Nam, tỉnh Sơn Đông. Bà là con gái của học giả kiêm nhà viết tản văn Lý Cách Phi, mẹ bà cũng là người thông thạo văn chương, là con gái tể tướng Vương Khuê, cháu gái Trạng nguyên Vương Củng Thần. Lớn lên trong một gia đình như thế, Lý Thanh Chiếu tự nhiên tiếp thu những vốn học từ tiền bối cộng thêm khả năng vốn có, mà Lý Thanh Chiếu đã thông tuệ dĩnh ngộ, tài hoa hơn người, từ nhỏ đã có tiếng hay thơ, được Vương Chước trong Bính kê mạn chí nhận xét là: Tự thiếu niên tiện hữu thi danh, tài lực hoa thiệm, bức cận tiền bối. Đại đệ tử của Tô Thức là Tiều Bổ Chi cũng khen tài hoa hơn người của Lý Thanh Chiếu.
Lớn lên từ nhỏ ở Biện Kinh, Lý Thanh Chiếu tiếp thu một môi trường sinh hoạt ưu nhã, đặc biệt là cảnh tượng kinh đô phồn hoa, đã giúp bà rất nhiều trong việc chủ động sáng tác. Bắt đầu đáng kể nhất phải nói đến tác phẩm trứ danh, dân gian truyền tụng là 2 kỳ bài từ Như mộng lệnh. Bài từ viết ra, tâm tư biểu đạt đều tinh tế, đương thời văn sĩ đều lũ lượt khen ngợi.
Năm 1101, khi được 18 tuổi, Lý Thanh Chiếu kết hôn với Thái học sinh Triệu Minh Thành, là một nhà khảo chứng kim thạch học nổi tiếng, con trai thứ ba của Triệu Đĩnh Chi. Vào thời điểm ấy, cha bà đang là Thị lang bộ Lễ, còn cha của Minh Thành làm Thị lang bộ Lại, gia thế tương đương, đều thuộc hàng ngang nhau và là quan viên cao cấp. Trong cảnh giàu sang quyền quý, là quý tộc tử đệ, nhưng Lý Thanh Chiếu cùng chồng vẫn sống rất thanh nhã cần kiệm. Sau 2 năm thành hôn, Triệu Minh Thành cũng bắt đầu làm quan, nhưng nếp sống của hai người vẫn giản dị như trước. Mỗi khi rảnh việc quan, hai vợ chồng cùng nhau xướng họa thơ văn, thu thập chỉnh lý sách vở, họa phẩm, các áng văn trên đá, trên đồng. Đặc biệt là việc thu thập sách, dù nhà họ Triệu có một thư viện khá phong phú, nhưng hai vợ chồng vẫn cảm thấy không đủ so với kiến thức của thiên hạ, nên luôn thông qua bạn bè mà dò hỏi những đầu sách hiếm trên đời.

### Tai họa
Tháng 7 năm 1102, chỉ 1 năm sau khi kết hôn, Lý Thanh Chiếu liền gặp họa. Ấy là do trong triều có đảng tranh, cha của bà là Lý Cách Phi được liệt vào hàng Nguyên Hựu đảng nhân, bị Tống Huy Tông kiêng kỵ, không được ở kinh thành nhậm chức. Khi ấy danh sách liệt kê 17 người, mà Lý Cách Phi hàng thứ 5, cực kỳ đáng nghi ngại. Tháng 9 cùng năm, Huy Tông thân viết danh sách Nguyên Hữu đảng gồm 120 cái tên, Lý Cách Phi bị liệt hàng thứ 26. Thế mà Triệu Đĩnh Chi khi ấy một đường thăng chức, nhanh lên Thượng thư Tả thừa. Vì cứu cha, Lý Thanh Chiếu từng viết thư cầu tình Triệu Đĩnh Chi. Lý Cách Phi sau khi bị bãi quan, lặng lẽ dẫn người nhà về lại nguyên quán. Triều đình đảng tranh càng ngày càng nghiêm trọng, 2 năm liên tiếp liền ban chỉ:"Tôn Thất không được cùng con cháu của Nguyên Hữu đảng nhân kết thông gia", rồi còn cho Thượng thư tỉnh khám tư trạch của tất cả những ai có liên quan Nguyên Hữu đảng nhân. Lý Thanh Chiếu cùng chồng cứ như thế bị đe dọa hòa ly, bản thân bà ở Biện Kinh cũng không còn chỗ dựa nhà mẹ, cực kỳ hung hiểm.
Chính trị thay đổi, năm 1106, Thái Kinh bị bãi Tướng, Triệu Đĩnh Chi thăng phục Thượng thư Tả bộc xa kiêm Trung thư Thị lang. Cùng lúc đó, triều đình hủy Nguyên Hữu đảng nhân bia, đại xá thiên hạ, Lý Cách Phi đem cả nhà trở lại kinh sư. Thế nhưng sang năm sau (1107), Thái Kinh phục Tướng, nhà họ Triệu bị trả thù, bãi quan bãi tước, tập ấm qua đợt này bị mất cả. Lý Thanh Chiếu lại phải theo cùng nhà chồng về lại nguyên quán Thanh Châu, từ đây bắt đầu cuộc sống sinh hoạt dân dã, không còn phú quý thanh tao như trước. Bà đặt tên nơi ở của gia đình là Quy Lai đường (歸來堂), bắt đầu dùng tự hiệu Dịch An cư sĩ. Quy Lai đường, lấy ý từ bài Quy khứ lai hề từ của Đào Uyên Minh.
Năm 1127, xảy ra sự kiện Tĩnh Khang. Quân nhà Kim chiếm Khai Phong, bắt giữ cả hai vua nhà Tống là Thượng hoàng Tống Huy Tông và Tống Khâm Tông, Nam-Bắc sông Hoàng Hà lần lượt rơi vào tay quân Kim, nhiều quan lại trong triều đình nhà Tống phải chạy xuống phía nam, vợ chồng bà cũng chạy xuống phía nam Hoài Hà.
Trong lúc loạn lạc, Triệu Minh Thành được lệnh làm Thái thú Hồ Nam, nhưng trên đường đi nhận chức thì bị cảm và chết ở Kiến Khang (nay là Nam Kinh). Chồng bà ốm chết mà quân Kim cứ tràn xuống tấn công, khiến bà cũng như triều đình nhà Tống cứ phải nay đây mai đó. Từ Hàng Châu, Việt Châu, Đài Châu, Kim Hoa.., những vùng miền này Lý Thanh Chiếu đã lần lượt trải qua. Bà sống một mình trong cảnh cô tịch, tâm trạng thê lương, thúc đẩy bà sáng tác một cách đáng kể trong khoảng thời gian này.
Năm 1134, Lý Thanh Chiếu hoàn thành Kim thạch lục hậu tự cho di tác Kim thạch lục của Triệu Minh Thành. Năm 1143, bà sửa lại một chút, sau đó đem toàn bộ di tác Kim thạch lục dâng lên triều đình. Ước chừng khoảng ngày 10 tháng 4 (âm lịch) năm 1155, Lý Thanh Chiếu trong sự nhớ thương chồng và người nhà thì lặng lẽ qua đời, ít nhất 70 tuổi.

## Tác phẩm

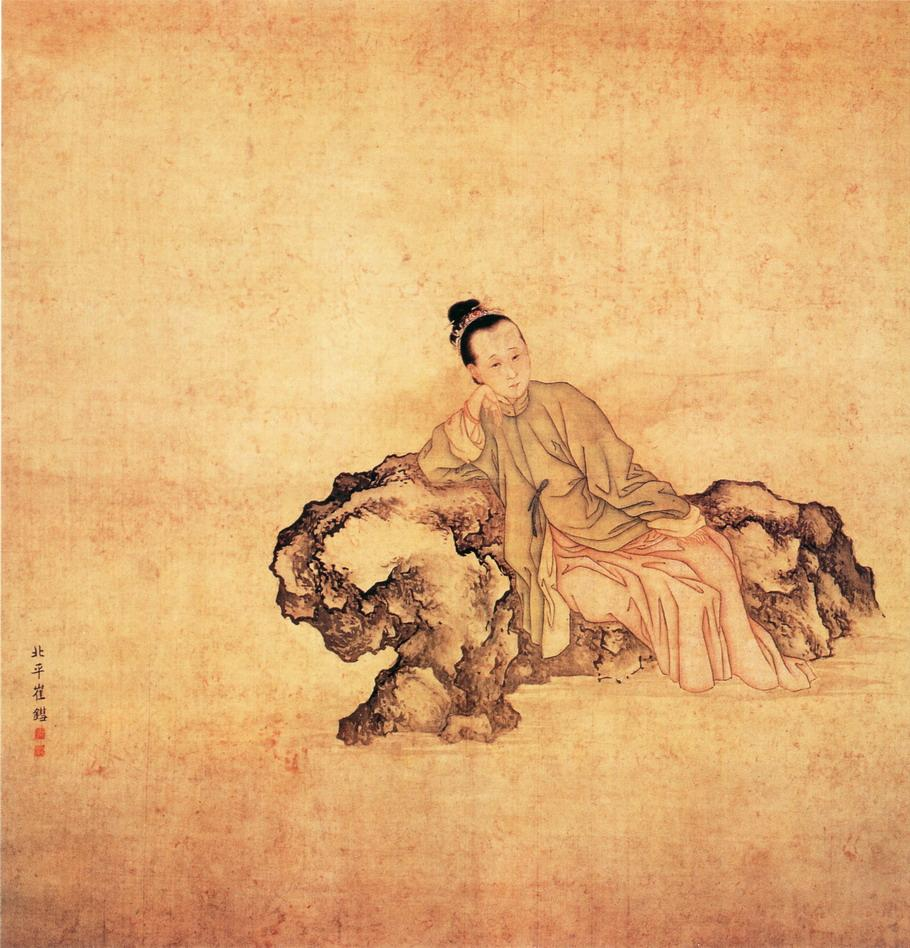
Tranh vẽ Lý Thanh Chiếu của Thôi Thác (崔错) đời Thanh.

Sáng tác của bà có: Dị An cư sĩ văn tập (易安居士文集) và Dị An từ (易安词) nhưng đã thất truyền, người đời sau thu thập lại khoảng 70 bài từ soạn thành cuốn Sấu Ngọc từ (漱玉词) và Lý Thanh Chiếu tập hiệu chú (李清照集校注). Ngoài từ, thơ Lý Thanh Chiếu hiện nay còn 15 bài, phần lớn là loại thơ cảm thán thời thế, vịnh sử, gửi gắm tấm lòng yêu đất nước.
Phong cách thơ của bà cứng cáp, hào phóng như bài Đề Bát Vịnh lâu (Đề lầu Bát Vịnh), Thướng Khu mật Hàn công thi (Thơ dâng lên ông Khu mật họ Hàn)...Trong số đó có bài Tuyệt cú (絕句) được nhiều người truyền tụng. Ngoài ra, bà còn có bài văn xuôi Kim thạch lục hậu tự (Bài tựa đề sau cuốn Sao lục về Kim văn và Thạch văn) kể lại quá trình vợ chồng bà biên soạn lại tập Kim thạch lục, với ngôn ngữ trong sáng, giản dị, phóng khoáng, sinh động, được cả hai mặt là tự sự và trữ tình.
Các sáng tác của Lý Thanh Chiếu được chia thành hai thời kỳ:
- Trước sự kiện Tĩnh Khang, phần lớn từ của bà biểu hiện những cảm xúc trăn trở về tình yêu, niềm vui thích đối với cảnh vật, như các bài: Như mộng lệnh, Điểm giáng thần, Túy hoa ngâm, Nhất tiễn mai, Phượng Hoàng đài thượng ức xuy tiêu...
- Sau khi Tống Cao Tông phục Tống, phần lớn từ của bà chứa đựng nỗi nhớ thương cố hương cùng niềm cô quạnh của mình, như các bài: Vũ Lăng xuân, Bồ tát man, Niệm nô kiều, Vĩnh ngộ lạc...Đặc biệt, bài Thanh thanh mạn được nhiều người yêu thích.

Lý Thanh Chiếu được nhiều nhà nghiên cứu văn học liệt vào hàng các nhà làm từ chính tông của phái "Uyển ước". Phái này chủ trương tính nghiêm ngặt của âm luật, ngôn ngữ, phong cách của từ v.v. Và khi bàn về từ, Lý Thanh Chiếu đề cao các đặc điểm: hiệp luật, điển nhã và tình trí (ngụ tình hết mức), phản đối việc đưa phép làm thơ vào làm từ, phân định rõ sự khác biệt giữa thơ và từ (biệt thị nhất gia) và chủ trương phải xếp riêng người sánh tác từ thành một phái tác giả.
Phái "Uyển ước" của bà cùng với phái "Hào phóng" do Tô Thức khởi xướng, đại biểu cho hai phong cách từ khác nhau.
Học giả Nguyễn Hiến Lê đã có một nhận xét khái quát như sau: 
Tô Thức giải phóng từ, bỏ niêm luật, mở rộng phạm vi cho nó, dắt nó từ những cảnh mơ mộng, hương phấn qua khu vực khoáng đạt hào hùng của tình cảm Trái lại, Lý Thanh Chiếu và Tống Huy Tông phản đối lại, bắt từ phải theo âm nhạc.

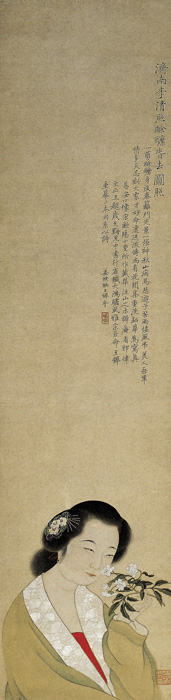
Minh họa Lý Thanh Chiếu đời Thanh.

Hai kỳ Như mộng lệnh (如夢令) đã làm nên tên tuổi của Lý Thanh Chiếu khi còn rất trẻ:
| 如夢令其一 ... 常記溪亭日暮， 沈醉不知歸路。 興盡晚回舟， 誤入藕花深處。 爭渡，爭渡，驚起一灘鷗鷺。 | Phiên âm ... Thường ký khê đình nhật mộ, Trầm tuý bất tri quy lộ. Hứng tận vãn hồi chu, Ngộ nhập ngẫu hoa thâm xứ. Tranh độ, tranh độ, kinh khởi nhất than âu lộ. | Dịch thơ ... Nhớ buổi chơi đình bên suối, Say khướt chiều về quên lối. Hứng tận quay mũi thuyền, Lạc vào vùng sen đi mãi. Bơi vội, bơi vội, nhớn nhác cò bay trên bãi. |

| 如夢令其二 ... 昨夜雨疏風驟， 濃睡不消殘酒。 試問卷簾人， 卻道海棠依舊。 知否，知否，應是綠肥紅瘦。 | Phiên âm ... Tạc dạ vũ sơ phong sậu, Nùng thuỵ bất tiêu tàn tửu. Thí vấn quyển liêm nhân, Khước đạo hải đường y cựu. Tri phủ? Tri phủ? Ưng thị lục phì hồng sấu. | Dịch thơ ... Đêm qua mưa thưa, gió dữ, Hơi rượu thơm nồng giấc ngủ. Hỏi thử cô cuốn rèm, Thưa rằng: "Hải đường như cũ". Đúng chứ? Đúng chứ? Phải là hồng phai lục mỡ. |

Bài Thanh thanh mạn (聲聲慢) cũng là một trong những tác phẩm làm nên tên tuổi cho bà nhất. Đây là bài từ mà Lý Thanh Chiếu sáng tác sau những ngày chạy xuống Giang Nam. Trước nhiều đau khổ, bà đã lấy những nét sinh hoạt bình thường tả thành lời văn tha thiết, có ý nghĩa xã hội nhất định.
| 聲聲慢 ... 尋尋覓覓， 冷冷清清， 淒淒慘慘戚戚。 乍暖還寒時候， 最難將息。 三杯兩盞淡酒， 怎敵他、晚來風急！ 雁過也， 正傷心， 卻是舊時相識。 .. 滿地黃花堆積， 憔悴損， 如今有誰堪摘？ 守著窗兒， 獨自怎生得黑！ 梧桐更兼細雨， 到黃昏、點點滴滴。 這次第， 怎一個愁字了得！ | Phiên âm ... Tầm tầm mịch mịch, Lãnh lãnh thanh thanh, Thê thê thảm thảm thích thích. Sạ noãn hoàn hàn thì hậu, Tối nan tương tức. Tam bôi lưỡng trản đạm tửu, Sạ địch tha vãn lai phong cấp! Nhạn quá dã, Chính thương tâm, Khước thị cựu thì tương thức. .. Mãn địa hoàng hoa đôi tích, Tiều tuỵ tổn, Như kim hữu thuỳ kham trích? Thủ trước song nhi, Độc tự tránh sinh đắc hắc! Ngô đồng cánh kiêm tế vũ, Đáo hoàng hôn, điểm điểm trích trích. Giá thứ đệ, Chẩm nhất cá sầu tự liễu đắc. | Dịch thơ ... Lần lần giở giở, Lạnh lạnh lùng lùng, Cảm cảm thương thương nhớ nhớ. Thời tiết ấm lên lại rét, Càng thêm khó ở. Rượu nhạt uống đôi ba chén, Không chống nổi chiều về gió dữ! Nhạn bay qua, Đang đau lòng, Lại đúng bạn quen biết cũ. .. Chồng chất hoa vàng khắp chỗ, Buồn bực nỗi, Giờ đây còn ai bẻ nữa? Đen kịt nhường kia, Một mình giữ bên cửa sổ! Cây ngô đồng gặp mưa bay, Buổi hoàng hôn thánh thót giọt nhỏ. Nối tiếp vậy, Ghê gớm sao, sầu kia một chữ. |

## Nhận xét

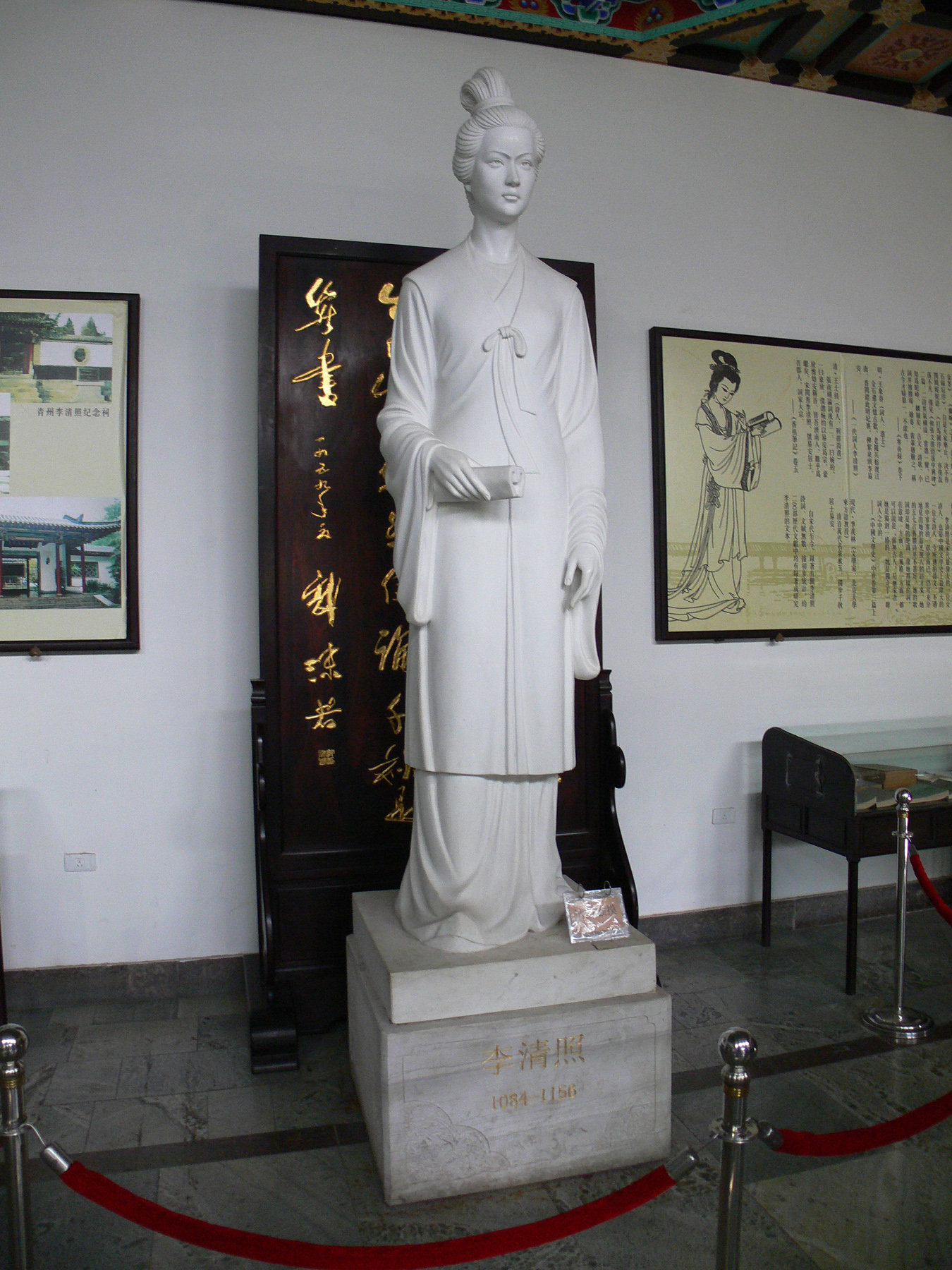
Tượng Lý Thanh Chiếu tại đài tưởng niệm Lý Thanh Chiếu, Tế Nam.

Sách Lịch sử văn học Trung Quốc có nhận xét: 
Về nghệ thuật của từ thì hai phái (vừa nêu trên) đều có những ưu điểm, nhưng về phái "Uyển ước" thì quả thật không rộng rãi bằng. Chính vì Lý Thanh Chiếu bị ràng buộc bởi quan niệm truyền thống đó nên mặc dù về kỹ thuật từ của bà đạt được trình độ khá cao, nhưng nội dung tư tưởng thì không khỏi bị hạn chế nhiều...
Nhà nghiên cứu văn học Nguyễn Huệ Chi đánh giá:
Từ của bà khéo dùng thủ pháp "bạch miêu" nói vật ngụ tình, tế nhị tinh xảo, quanh co uốn lượn, biểu đạt hết ý mình, ngôn ngữ thanh tân tự nhiên, âm luật hài hòa uyển chuyển, chiếm một vị trí riêng trên từ đàn triều Tống, được đời sau gọi là "thể từ của Lý Dị An" và đã ảnh hưởng mạnh mẽ cho các đời sau...
Nhà nghiên cứu văn học Vương Chước trong "Bích Kê mạn chí" (Ghi chép tản mạn ở núi Bích Kê) khen ngợi: 
Dị an cư sĩ sáng tác trường đoản cú, có tài quanh co uốn lượn lột tả hết ý người và nhẹ nhàng, khéo léo, sắc sảo mới mẻ, trăm nghìn màu sắc hình dáng hiện ra đầu ngọn bút.
Bàn về bà, nhà nghiên cứu văn học Nhật Chiêu có lời kết như sau:
Lý Thanh Chiếu là một nữ từ nhân hiếm hoi và rất giỏi âm luật. Sau khi nhà Tống bị dồn về phương nam, vợ chồng nàng cũng chạy loạn. Sau khi chồng mất, nàng lưu lạc qua các châu quận khác nhau. Từ của nàng đẹp và buồn, đầy nữ tính như có thể thấy trong bài Vũ Lăng xuân và Điểm giáng thần...